# Dan Peek
Daniel Milton Peek (Panama City, 1 de novembro de 1950 - Farmington, 24 de julho de 2011) foi um músico estadunidense mais conhecido por integrar a banda de folk rock America entre 1970 e 1977, ao lado de Gerry Beckley e Dewey Bunnell. Ele já foi descrito como "pioneiro da música cristã contemporânea".

## Carreira solo
Peek deixou a banda pouco depois do lançamento do álbum Harbor, em fevereiro de 1977. Ele retomou sua fé cristã depois de anos de uso recreativo de drogas, e começou a visar um caminho artístico diferente do de Dewey e de Gerry. Peek assinou com a Lion & Lamb Records e fez relativo sucesso com seu pioneirismo na então recente música pop cristã.
O primeiro álbum solo de Dan Peek, All Things Are Possible, fez bastante sucesso, tendo o single de mesmo nome alcançando o topo das paradas de música cristã da CCM (Contemporary Christian Music) e permanecido lá por 13 semanas, além de ter alcançado o 6º lugar na parada musical Billboard Adult Contemporary. Peek lançaria um novo álbum somente 5 anos depois. Alguns de seus trabalhos posteriores fizeram sucesso nas paradas cristãs, mas não chegaram a alcançar as paradas da Billboard.
Peek passou boa parte de seu tempo nos anos 90 em semiaposentadoria, gravando ocasionalmente em sua casa nas Ilhas Cayman. Ele lançou ainda alguns álbuns em colaboração com Ken Marvin e Brian Gentry. Recentemente tem lançado músicas em sua página na internet.
Morreu em julho de 2011, aos 60 anos.

## Discografia
- 1978 – All Things Are Possible
- 1979 – On This Christmas Night (Compilação com vários artistas)
- 1984 – Doer of the World
- 1986 – Electro Voice
- 1987 – Cross Over
- 1988 – Best of Dan Peek
- 1989 – Living Water
- 1994 – Stronger Than You Know
- 1997 – Peace
- 1999 – Bodden Town
- 2000 – Under the Mercy
- 2000 – Caribbean Christmas
- 2001 – Driftin
- 2002 – Guitar Man
- 2006 – Guitar Man II (Lançamento digital via internet)
- 2007 – All American Boy (Lançamento digital via internet)